# Amphilius opisthophthalmus
Amphilius opisthophthalmus е вид лъчеперка от семейство Amphiliidae.

## Разпространение
Видът е разпространен в Демократична република Конго.

## Описание
На дължина достигат до 8,4 cm.